# Толпыгино (Ивановская область)
Толпыгино — село в Приволжском районе Ивановской области, входит в состав Ингарского сельского поселения.

## География
Расположено на берегу реки Шача в 6 км на юго-запад от райцентра города Приволжск.

## История
Каменная Воскресенская церковь в селе с колокольней была построена в 1670 году на средства думного боярина Ивана Ивановича Тщепинова. Из книг Патриаршего казенного приказа видно, что в 1723 году храм перестраивался его внуком, князем А.Ф. Вяземским. В 1860 году устроили южный зимний придел Смоленской иконы Божией Матери. В 1901 году по завещанию нерехтского купца И.И. Чиркова зимнюю часть храма перестроила вдова Пелагея Николаевна Чиркова. На ее средства были устроены северный зимний придел свт. Николая Чудотворца и Иоанна Милостивого и сторожка. В 1903 г. на ее же средства был перестроен алтарь летнего храма.
В конце XIX — начале XX века село входило в состав Новинской волости Нерехтского уезда Костромской губернии, с 1918 года — Иваново-Вознесенской губернии.
С 1929 года село являлось центром Толпыгинского сельсовета Середского района Ивановской области, с 1946 года — в составе Приволжского района, с 1963 года — в составе Фурмановского района, с 1983 года — вновь в составе Приволжского района, с 2005 года — в составе Ингарского сельского поселения.

## Население
| 1872 | 1897 | 1907 | 2002 | 2010 |
| ---- | ---- | ---- | ---- | ---- |
| 295  | ↘281 | ↗338 | ↗571 | ↘534 |

## Инфраструктура
В селе расположены Толпыгинская основная школа, детский сад, дом культуры, фельдшерско-акушерский пункт, отделение почтовой связи.

## Достопримечательности
В селе расположена действующая Церковь Воскресения Словущего (1670).